# Pneumatika
Pneumatika (prema grčkom πνευματιϰός (pneumatikos): koji se odnosi na vjetar, zrak, dah) je tehnička grana koja se bavi iskorištenjem energije stlačenoga (komprimiranog) zraka uz pomoć mehaničkih uređaja. Pneumatika je također i naziv za te uređaje. Pneumatski uređaji se u osnovi sastoje od kompresora, cijevnoga razvoda stlačenoga zraka, pneumatskih izvršnih dijelova (aktuatora) za ostvarivanje pravolinijskog (translacijskog) ili zakretnog (rotacijskoga) gibanja (pneumatski motor), te upravljačkih dijelova za upravljanje tim gibanjem. U industrijske svrhe koristi se radni tlak od 5 do 7 bara (0,5 i 0,7 MPa). Zbog stlačivanja, kao i kod hlađenja, iz zraka se kondenzira vlaga. Kako kondenzat ne bi došao u upravljačke i izvršne pneumatske dijelove, izdvaja se sušilima (apsorpcijsko, adsorpcijsko i toplinsko izdvajanje). Upravljanje izvršnim dijelovima ostvaruje se pneumatski, primjenom različitih vrsta ventila (razvodnici, protočni, tlačni i zaporni ventili) ili, sve češće, elektronički. Uz pneumatski cilindar kao najčešći, do danas je razvijeno više vrsta izvršnih dijelova, a njihove su primjene mnogobrojne.
Danas je pneumatika prisutna u svim tehničkim granama, od prometala, proizvodnih linija, strojeva, alata, robota, igračaka (zračna puška) i medicinskih instrumenata, do kućanskih proizvoda i najnovije, inteligentne odjeće. Od većega broja pneumatskih dijelova konstruiraju se uređaji za ostvarivanje više izvršnih funkcija, kao na primjer manipulatori, zaokretni stolovi, prenosila (transporteri) i slično. Prednosti su pneumatskih dijelova jednostavnost i mogućnost raznolike primjene, a nedostatci su im nemogućnost postizanja velikih sila, vrlo malih i jednoličnih brzina, te prijenosa signala na veće udaljenosti, što se rješava njihovom kombinacijom s drugim elementima (na primjer hidrauličnim, električnim). U automatizaciji, pneumatski izvršni dijelovi prevladavaju i čine 60 do 70% svih primijenjenih. Upravo zbog tijesne povezanosti napretka procesa proizvodnje s razvojem automatizacije i pneumatike, njezina se primjena stalno širi, a razvijaju se i novi dijelovi. Jedan od novijih je i takozvani fluidni mišić. To je elastična cijev romboidna oblika, ojačana pletivom od čvrstih umjetnih vlakana, koja se razmjerno tlaku zraka u cijevi skraćuje do 25%, te tako djeluje poput mišića. Konstruiraju se i sve manji pneumatski dijelovi, pa se tržišno već koriste pneumatski minidijelovi, a radi se na razvoju mikrodijelova. Za projektiranje pneumatskih sustava razrađene su matematičke i inženjerske metode, a koriste se i računalni programi. Svi se elementi sustava, njihov način rada i spajanje, prikazuju simbolima i shemama nalik onima u elektrotehnici.

## Povijest
Prve spoznaje o primjeni stlačenoga zraka stare su više tisuća godina, a prvi takav zapis opisuje katapult na stlačeni zrak Grka Ktesibija Aleksandrijskog (3. stoljeće pr. Kr.). Potkraj 19. i početkom 20. stoljeća pneumatika se značajnije počela primjenjivati za pogon alata, prije svega udarnih (pneumatski čekići, sjekači) i rotacijskih (bušilice, brusilice i slično). Većina udarnih alata ima vlastitu konstrukciju. Rotacijski alati koriste pneumatske lamelaste (krilne) motore, s ugrađenim pneumatskim razvodnicima u kućištu alata. Novija je primjena pneumatike među alatima za obradbu materijala bez skidanja strugotine (probijanje, štancanje, odrezivanje, utiskivanje, zakivanje i slično), gdje se koristi u sklopu pomoćnih uređaja na prešama, ili samostalnih naprava ili uređaja. Tada pneumatski izvršni dijelovi, pravolinijski i zakretni cilindri, zajedno s upravljačkim dijelovima čine pneumatske sustave.

## Usporedba s hidraulikom
Za razliku od hidraulike koja koristi nestlačive kapljevine kao što su voda i ulje, pneumatika koristi zrak koji nema stalan obujam. U većini industrijskih primjena pneumatike radni tlak iznosi od 500 do 700 kPa, dok su u hidraulici uobičajeni tlakovi od 7 do 35 MPa, a iznimno i preko 70 MPa.

### Prednosti pneumatike
- Radni medij je lagan, pa ne opterećuje dovodne cijevi;
- Nema potrebe za povratnom cijevi jer se iskorišteni zrak može ispuštati u okolinu;
- Zrak je elastičan, pa ne postoji opasnost od hidrauličnih udara koji bi mogli oštetiti cijevi ili opremu;
- Stlačeni zrak ima potencijalnu energiju koja se može koristiti i kada kompresor nije u pogonu;
- Stlačeni zrak je gotovo neosjetljiv na promjene temperature i ekstremne uvjete;
- Neosjetljiv je na radijaciju, magnetska i električna polja;
- Sigurnost jer nije eksplozivan niti zapaljiv;
- Prilikom ispuštanja ne zagađuje okoliš;
- Neosjetljivost elemenata na vibracije.

### Prednosti hidraulike
- Može se koristiti mnogo viši tlak jer zbog nestlačivosti medija ne postoji opasnost od eksplozije pri oštećenju spremnika ili cijevi. Zahvaljujući tome može se prenijeti i mnogo veća snaga.
- Stalnost obujma medija omogućuje preciznu kontrolu pomaka radnog mehanizma.

## Svojstva pneumatskih sustava
Svojstva pneumatskih sustava su:
- Tlak zraka za napajanje od 1 do 15 bar (uobičajeno 7 bar);
- Pogonske temperature zraka od -10 do 60 ºC (maksimalno do 200 ºC);
- Optimalna brzina strujanja zraka 40 m/s;
- Gibanje dijelova: pravocrtno (translacija) i rotacijsko (vrtnja);
- Brzina cilindara od 1 do 2 m/s (najviše oko 10 m/s);
- Najveća ostvariva sila oko 40 kN;
- Najveća snaga oko 30 kW;
- U pneumatskim sustavima se kod temperatura stlačenog zraka manjim od -10 ºC pojavljuju problemi sa zaleđivanjem, dok se kod temperatura većih od 60 ºC pojavljuje problem brtvljenja.

## Dijelovi pneumatskog sustava
Dijelovi pneumatskog sustava mogu se prema njihovoj funkciji u sustavu podijeliti na:
- pogonski motor (elektromotor ili Dieselov motor),
- kompresor zraka,
- tlačna posuda ili spremnik,
- razvod zraka (cjevovod),
- priprema zraka,
- izvršni pneumatski uređaji,
- upravljački dijelovi,
- upravljačko-signalni dijelovi,
- pomoćni dijelovi.

### Dobivanje i razvod zraka
Dijelovi za proizvodnju i razvod zraka imaju zadatak potrošačima osigurati potrebne količine stlačenog zraka odgovarajućih parametara (kompresor, spremnik ili tlačna posuda, cjevovodne mreže za razvod). Grupa za pripremu zraka sadrži filtar zraka, regulacijski ventil i ponekad mazalicu. Glavni vod postavlja se s padom od 1 - 2% u smjeru strujanja zraka, kako bi se osiguralo otjecanje kondenzirane vode. Glavni vod treba osigurati ujednačeni tlak bez obzira na potrošnju zraka.

#### Kompresor zraka
Kompresor stlačenog zraka služi za pretvorbu mehaničke energije u energiju stlačenog zraka, dok se u pneumatskim motorima obavlja pretvorba energije u suprotnom smjeru. Kompresori zraka i pneumatski motori se bitno ne razlikuju, a konstrukcijski se razlikuju samo u detaljima. Ako se na primjer punjenje i pražnjenje cilindra klipnog motora ili kompresora vrši preko usisnih i ispušnih ventila, motor mora imati mehanizam za prisilno otvaranje/zatvaranje ventila (bregasto vratilo), dok je kod kompresora moguće samoradno pokretanje ventila (pomoću samog tlaka zraka u cilindru). Često isti stroj može raditi kao kompresor ili motor, zavisno od ugradnje, odnosno povezivanja u sustav.

#### Sušenje i hlađenje zraka
Stlačeni zrak poslije izlaska iz kompresora nije potpuno čist. On sadrži rane nepoželjne sastojke pa se bez prethodnog čišćenja ne može koristiti u pneumatskim sustavima. Najčešći su nepoželjni sastojci u stlačenom zraku: 
- voda u tekućem i plinovitom stanju,
- ulje u obliku emulzije, kapljica ili uljne magle (ulje dospijeva u stlačeni zrak iz kompresora gdje podmazuje pokretne dijelove),
- krute nečistoće, sitne atmosferske nečistoće, ostaci korozije i trošenja pokretnih dijelova.

Voda koja se kondenzira iz pneumatske mreže ispušta se na unaprijed predviđenim mjestima za odvod kondenzata. Na istom se mjestu mogu odstraniti čestice ulja ili emulzija ulja. Krute čestice odstranjuju se iz sustava filtrima koji se obavezno moraju ugraditi u razvodnu mrežu stlačenog zraka.
U pneumatskim upravljačkim i izvršnim elementima ne smije se dopustiti kondenzacija vlage iz zraka. Zato se suvišna vlaga mora izdvojiti, a to se vrši na izlazu kompresora zraka. Postupci sušenja su: kemijski ili apsorpcijski, fizikalni ili adsorpcijski, te toplinski ili postupak pothlađivanja:
- u kemijskom postupku, zrak se provodi kroz sloj higroskopne tvari (na primjer magnezijev perklorat, litijev klorid, kalcijev klorid). Vlaga se zadržava u tom sloju, cijedi se, sakuplja i odvaja na dnu sloja. Kemikalija se pomalo troši, pa se mora nadoknađivati.
- u fizikalnom postupku zrak se provodi kroz usitnjeni silicijev dioksid (silikagel) ili aluminijev oksid. Ova materija se zasićuje vodom, zato se apsorberi ugrađuju u paru. Dok je jedan od njih u funkciji, drugi se regenerira toplim zrakom.
- toplinski postupak ujedno smanjuje previsoku temperaturu zraka na izlazu iz kompresora (hlađenje). Ako se želi osigurati da se prilikom ekspanzije (smanjenje temperature) u pneumatskim uređajima neće kondenzirati voda, potrebno je izvršiti pothlađivanje zraka iz kompresora na temperaturu +1,5 ºC (niža temperatura dovela bi do zaleđivanja vode). Zbog uštede energije, nakon izdvajanja kondenzirane vode, pothlađeni zrak koristi se u izmjenjivaču topline (predhladnjaku) za predhlađenje zraka iz kompresora. Time se pothlađeni zrak zagrijava na neku prihvatljivu temperaturu.

#### Tlačna posuda ili spremnik
Svrha tlačne posude ili spremnika je: smirivanje tlačnih udara klipnog kompresora (ujednačavanje tlaka), kvalitetnija usklađivanje rada kompresora i potrošnje, preuzimanje vršne potrošnje, te izdvajanje vode i kompresorskog ulja iz stlačenog zraka. Na primjer u prehrambenoj industriji zahtijeva se čisti zrak (suhoradni kompresor zraka, kao što je membranski ili krilni s teflonskim lamelama).
Svaka tlačna posuda mora imati: priključak za dovod stlačenog zraka, priključak za odvod stlačenog zraka, priključak za regulator kompresora, ventil za ograničavanje tlaka (sigurnosni ventil) koji se otvara pri tlaku 10% većem od radnog tlaka, tlakomjer ili manometar, slavinu za ispuštanje kondenzata ili automatski odvajač kondenzata, otvor za ljude (za čišćenje) i zaporni ventil (protočni ventil) prema mreži.
Tlačne posude volumena većeg od 10 litara podliježu propisima za posude pod tlakom i moraju imati atest (certifikat).

#### Razvodna mreža
Optimalna brzina zraka u vodovima je od 10 do 40 m/s; brzine veće od ovih uzrokuju prevelike gubitke. Promjer cjevovoda odabire se tako da gubici tlaka ne prelaze dopuštenu vrijednost (obično se uzima 5% od radnog tlaka ili 0,1 bar). Kako bi se izbjegao prodor kondenzata prema potrošačima, vodovi se postavljaju koso s padom od 1-2%, izlazi prema potrošačima izvode se na gornjoj strani cijevi, na krajevima vodova, uvijek se na najnižem mjestu stavlja posuda za odvajanje kondenzata, vodove treba toplinski izolirati pri prolasku kroz jače zagrijane prostore. Vodovi moraju biti postavljeni pristupačno, radi održavanja. Glavni vodovi izrađuju se od metalnih cijevi (čelik, bakar), a u sve većoj mjeri i od plastičnih materijala. Razvodni vodovi na strojevima se u pravilu izrađuju iz plastike. Zavareni šav na čeličnoj cijevi je nepropusniji od bilo koje spojke. Potrošači se priključuju pomoću pomoću brzorazdvojivih spojki i preko pripremne grupe zraka. 
Čvrsto položeni vod stlačenog zraka mora biti pristupačan sa svih strana, tako da se omogući provjeravanje nepropusnosti cijevne mreže. Za opskrbljivanje stlačenim zrakom radioničkog pogona ili hale, preporučuje se postavljanje prstenastog voda s ugrađenim međuspremnikom. Opskrbljivanje stlačenim zrakom kod prstenastog razvoda je ujednačenije, a kolebanja zraka se znatno smanjuju.
Za opskrbljivanje stlačenim zrakom radioničkog pogona ili hale, preporučuje se postavljanje prstenastog voda s ugrađenim međuspremnikom. Opskrbljivanje zrakom kod prstenastog razvoda je ujednačenije, a kolebanje tlaka se znatno smanjuje. Mreža stlačenog zraka podijeljena je na odjele. Tako se pri održavanju i popravljanju ne mora odzračiti cijela mreža. Veličine odjela određuju se prema priključenim potrošačima. 

#### Odvajač kondenzata
Odvajač kondenzata postavlja se na najnižim mjestima u cjevovodnoj mreži i ispred uzlaznih dionica. Nakupljeni kondenzat potrebno je redovito ispuštati prije nego što se čašica za kondenzat napuni preko označene granice. Često se koriste automatski odvajači kondenzata. U filtrima koji se ugrađuju ispred izvršnih pneumatskih elemenata izdvaja se uz ostalu nečistoću i kondenzat. Uređaj za automatsko odvajanje kondenzata često se ugrađuje i na dno čašice filtra.
Nakupljeni kondenzat podiže plovak, čime se otvara prolaz stlačenom zraku koji djelovanjem na membranu otvara ventil za ispuštanje kondenzata. Ispuštanjem kondenzata plovak se spušta i zatvara dovod zraka, a prostor iznad membrane rasterećuje se prema atmosferi preko prigušnice. Tada opruga zatvara ventil za ispuštanje kondenzata.  

### Priprema zraka
Dijelovi za pripremu zraka obavljaju pripremu (kondicioniranje) zraka, što uključuje čišćenje, podmazivanje i regulaciju tlaka (filtar, mazalica, regulator tlaka). Prije ulaska u pneumatske uređaje, stlačeni zrak je potrebno pripremiti, to jest izvršiti: pročišćavanje zraka, zauljivanje zraka i regulaciju tlaka zraka. Jedinica za pripremu zraka sastoji se od finog filtra zraka, regulatora tlaka i mazalice (zauljivač, uljilo). Filtar i regulator tlaka često se isporučuju kao jedinstveni pneumatski dio.

#### Filtar zraka
Prije ulaska u pneumatske uređaje potrebno je eliminirati nečistoće (vodu kao kapljevinu i paru, kompresorsko ulje, prašinu, produkte korozije). Kompresorsko ulje izloženo je relativno visokim temperaturama u kompresoru (oksidacija) i nije pogodno za podmazivanje pneumatskih uređaja.
Grubi filtar zraka se ugrađuje na ulazu u kompresor, a fini na njegovom izlaznom dijelu. Ulazni (grubi) filtar je napravljen da ima najmanje (minimalne) otpore strujanja, kako bi se osiguralo dobro usisavanje u kompresor. 
Fini filtar je uređaj kod kojega se za čišćenje stlačenog zraka koristi više učinaka (efekata). Zrak se usmjerava tangencijalno na stijenke sabirne posude. 
Zbog centrifugalne sile veće se čestice nečistoće, kao i kondenzat, slivaju niz stijenku posude. Krilca na ulazu stvaraju vrtlog zraka (ciklonsko odvajanje). Koristeći se promjenom smjera strujanja zbog inercijskih sila (tromost), veće čestice i kondenzat padaju na zvonasti štitnik, a odatle na donji dio sabirne posude. Pomoću uloška filtra odvajaju se najsitnije čestice koje su i dalje u struji zraka. Uložak filtra je izrađen od sintetizirane bronce ili mjedi (ponekad od porozne keramike ili filca - pusta) i ima oblik zvona ili krnje piramide. Tijelo filtra je od aluminijske legure ili bronce, a slivna posuda (čašica) od polikarbonata (providna je), tako da se može kontrolirati sadržaj nečistoća.

#### Regulator tlaka
Regulator tlaka osigurava stabilan željeni (podešeni) radni tlak. S jedne strane, on neutralizira oscilacije tlaka zbog promjenljive potrošnje zraka (poremećaj na izlaznoj strani regulatora). S druge strane, u njemu se tlak iz glavnog voda (obično 8 - 10 bar) smanji na potrebnu vrijednost radnog tlaka (obično 5 - 6 bar).
Tlak na izlazu regulatora podešava se vijkom kojim se mijenja sila u opruzi. Pod djelovanjem opruge otvara se ventil i propušta zrak prema izlazu
regulatora, povećavajući izlazni tlak. Kad tlak na izlazu poraste, on djeluje na membranu tako da se ventil pritvara i smanjuje protok, čime se izlazni tlak
smanjuje. Prilikom značajnijeg porasta izlaznog tlaka membrana se sve više savija, tako da se ventil najprije potpuno zatvori i prekine protok, a daljnjom deformacijom
otvara se prolaz zraka kroz membranu od izlaza regulatora prema atmosferi. Kao rezultat ostvaruje se konstantna razina tlaka zraka na izlazu regulatora.

#### Mazalica
Mazalica ili zauljivač treba ulje raspršiti u finu maglu u struji zraka. Za ubrizgavanje ulja koristi se princip ejektora stvarajući podtlak (Venturijeva cijev) kojim se ulje podiže kroz cjevčicu. Za postizanje fine magle (sitne kapi) potrebna je posebna konstrukcija. Glavna struja zraka prolazi kroz ejektor stvarajući podtlak kojim se ulje podiže kroz cjevčicu. Prigušnim vijkom podesi se da to ulje polagano kapa u gornju komoru (D). Slabija struja (b) prolazi kroz manji ejektor u prostor C, raspršujući i noseći ulje. Ova struja ulazi u prostor čašice (B) uz naglo skretanje, pa zato veće kapi padaju natrag u čašicu. Glavni ejektor (E) osigurava blagi podtlak u čašici (B),. povlačeći iz nje zauljeni zrak. Najslabija struja (c), krećući se prema prostoru nižeg tlaka (B), uzgonom podiže ulje u rezervnu (gornju) čašicu. Rezervna čašica osigurava konstantnu razinu ulja koje se usisava prema komori D,
bez obzira na ukupnu količinu ulja u mazalici. Također onemogućen je ulazak taloga u rezervnu čašicu. Često se koriste i filtri za ulje. Talog iz ulja ne smije doći u pripremljeni zrak (pročistač, rezervna kada). Pneumatski uređaji su tvornički podmazani (90% trajnosti u radu bez zauljivanja zraka). Ako se jednom započne sa zauljivanjem zraka, tvorničko podmazivanje se naruši (odnese), pa se zauljivanje više ne smije obustaviti. Zauljivanje zraka nužno je za motore velikog promjera ili velike brzine rada.
Obični zauljivači nisu prikladni za podmazivanje pneumatskih sustava jer je potrebna smjesa najfinijih čestica uljne magle raspršenih u stlačenom zraku. Takvu finu uljnu maglu daju mikrozauljivači. Regulacija kapi ulja obavlja se preko regulacijskog vijka, a promatranje se vrši kroz kontrolnu kapu kapalice. Zauljivač se obavezno ugrađuje u paru s odgovarajućim filtrom. Za zauljivanje se koriste rijetka mineralna ulja viskoznosti od 10 do 50 mm2/s pri 20 ˚C otporna na koroziju i oksidaciju.

### Izvršni pneumatski uređaji
Izvršni pneumatski uređaji (pogonski elementi ili aktuatori) pretvaraju energiju stlačenog zraka u mehanički rad. Prema načinu kretanja mogu se podijeliti na:
- pneumatski uređaji s ograničenim (njihajućim) kretanjem:

- translacijski (pneumatski cilindri),
- rotacijski (zakretni pneumatski cilindri, koračni pneumatski motori),

- pneumatski motori (rotacijski, s kontinuiranim kretanjem).

#### Pneumatski cilindar
U pneumatskim sustavima, pneumatski cilindar je najčešći izvršni element. U principu gibanje cilindra je linijsko (translacijsko), jedino je kod zakretnih cilindara zakretno (rotacijsko).

#### Pneumatski motor
Pneumatski motor je rotacijski izvršni uređaj kojima se ostvaruje kontinuirano kružno gibanje vratila. U odnosu na kompresore, u motorima se vrši suprotna pretvorba energije (pretvorba energije tlaka zraka u mehanički rad). Konstrukcija motora i kompresora je slična, a ponekad jednaka, tada se isti stroj može koristiti kao motor i kompresor. Kod nekih konstrukcija motora je smjer vrtnje proizvoljan, a promjena smjera se postiže promjenom priključka za stlačeni zrak. U pneumatske pogonske strojeve ubrajaju se:
- klipni pneumatski motori (aksijalni i radijalni),
- lamelni pneumatski motori,
- zupčasti pneumatski motori,
- vijčani pneumatski motori,
- zračne turbine,
- koračni pneumatski motori.

#### Pneumo-hidraulički uređaj
U pneumo-hidrauličkim uređaji vrši se promjena radnog medija, snaga se od zraka predaje na hidrauličko ulje, koje se koristi za obavljanje rada. Korištenje hidrauličkog ulja omogućuje da se postignu male i jednolične brzine kretanja i/ili velike sile. Osnovne grupe pneumo-hidrauličkih elemenata su: pretvarač tlačnog medija, uljni kočioni cilindar i pojačalo tlaka. 

### Upravljački dijelovi
Upravljački dijelovi (ventili) upravljaju tokovima energije i informacija (signala). Upravljanje može biti u potpunosti pneumatsko, a najčešće se izvodi u kombinaciji s drugim medijem i elementima (električno). Upravljačko-signalni dijelovi imaju zadatak dobavljati informacije o stanju sustava (senzori, indikatori). 
Pneumatski ventili su upravljački elementi koji služe za regulaciju i usmjeravanje radnog medija (stlačeni zrak). Moguće funkcije ventila uključuju: propuštanje, zaustavljanje i promjenu smjera medija; regulaciju protoka i tlaka. U pneumatskom upravljanju ventili prenose energiju i/ili informaciju. Pneumatski ventili mogu biti razvodnici, zaporni ventili, tlačni ventili, protočni ventili, kombinirani ventili, cijevni zatvarači.

#### Pneumatski razvodnik
Pneumatski razvodnik usmjerava tok radnog medija (stlačeni zrak) propuštanjem, zatvaranjem, promjenom smjera toka. Razvodnici se razlikuju po sljedećim karakteristikama: tip, veličina, način aktiviranja, duljina trajanja signal, konstrukcija. Tip razvodnika određen je brojem priključaka i razvodnih položaja (polja u simbolu). Oznaka tipa razvodnika stavlja se ispred naziva, npr. “3/2 razvodnik” (čita se tri kroz dva) označava razvodnik s 3 priključka i dva razvodna položaja. Veličina razvodnika opisana je priključnom mjerom, odnosno nazivnim promjerom, koja se odabire prema protoku medija. Aktiviranje može biti neposredno i posredno (neposredni i posredni razvodnici). Mogući načini (neposrednog) aktiviranja razvodnika su: fizičko (ručno), mehaničko, tlačno, električko ili kombinirano. 

#### Zaporni ventil
Zaporni ventil ne dopušta protok u jednom smjeru (zatvaraju), a propuštaju u suprotnom smjeru (kao dioda). Povećanje tlaka na izlaznoj strani potpomaže zapornu funkciju (brtvljenje). Zaporni ventil se dijele na: nepovratni, uvjetno zaporni (logički I), naizmjenično zaporni (logički ILI) i brzoispusni. 

#### Nepovratni ventil
Nepovratni ventili potpuno zatvaraju protok u jednom smjeru, a u suprotnom propuštaju medij, uz minimalno mogući pad tlaka (mali otpor). Taj pad tlaka je kriterij kvalitete ventila. Zatvaranje se postiže pomoću zapornih elemenata: ploča (tanjur), stožac, kugla. Nepovratni ventili često se kombiniraju s prigušnim ventilima.

#### Tlačni ventil
Tlačni ventil koriste se za regulaciju tlaka radnog fluida, kao i za niz drugih funkcija baziranih na razini tlaka. Tlačni ventili dijele se na: regulatore tlaka, sigurnosne ventile i proslijedni tlačne ventile. 

#### Sigurnosni ventil
Sigurnosni ventili (ventili za ograničavanje tlaka) osiguravaju da ne dođe do prekoračenja tlaka u dovodnom vodu. Ako tlak u dovodnom vodu poraste iznad namještene vrijednosti, dovod se spaja s odzračnim odvodom sve dok tlak ne padne ispod namještene vrijednosti.

#### Protočni ventil
Protočni ventil djeluje na protok radnog fluida, a posredno i druge veličine koje zavise od protoka, odnosno brzine fluida. Koriste se dva tipa protočnih ventila: prigušni (prigušuju u oba smjera) i jednosmjerno-prigušni (prigušuju u jednom smjeru).

#### Kombinirani ventil
Kombinirani ventil realizira se sastavljanjem elemenata (ventila) iz nekoliko navedenih grupa ventila. Primjeri kombiniranih ventila su: vremenski član (ostvaruje kašnjenje signala), razvodnik s minimalnim tlakom za aktiviranje (proslijedni ventil  + 3/2 razvodnik), davač takta, pneumatska memorija, elementi taktnog lanca.

#### Cijevni zatvarači
Cijevni zatvarači su ventili i slavine čija svrha je potpuno, statičko zatvaranje cjevovoda, npr. prilikom isključivanja dijela sustava, pri zahvatima održavanja, remontu itd.

#### Pomoćni elementi
Pomoćni dijelovi ispunjavaju različite dodatne funkcije. Pomoćni elementi su priključne i montažne ploče, prigušivači buke (iz poroznih materijala), vakuumski uređaji za prihvat, indikatori, brojači, pretvarači signala, pneumatska pojačala, pneumatski beskontaktni senzori.

## Fizikalne osnove pneumatskog sustava

### Termodinamičke osnove
Normalno stanje plina je stanje pri standardnoj temperaturi t = 0 ºC i apsolutnom tlaku p = 1,01325 bar (standardni atmosferski tlak). Pri normalnom stanju, suhi zrak ima sljedeća svojstva:
- R = 287,1 J/kgK plinska konstanta,
- к = 1,4 eksponent izentrope,
- cv = 722 J/kgK specifična toplinski kapacitet zraka (pri konstantno volumenu),
- cp = 1011 J/kgK specifična toplinski kapacitet zraka (pri konstantnom tlaku),
- ρ = 1,293 kg/m3 gustoća,
- μ = 17,5٠10-6 kg/ms dinamička viskoznost.

### Apsolutni i manometarski tlak
Apsolutni tlak p je normalno naprezanje kojem su podvrgnuta plinovita i kapljevita tijela (fluidi) zbog mehaničkog djelovanja čestica tih tijela (sudaranje molekula). Ovom naprezanju podvrgnute su i sve čvrste površine uronjene u fluid.
Atmosferski tlak ili barometarski tlak pa je apsolutni tlak okolnog atmosferskog zraka koji zavisi od geodetske visine i meteoroloških uvjeta.
Manometarski tlak pM dobije se tako da se od vrijednosti apsolutnog tlaka p u nekom fluidu računski oduzme vrijednost atmosferskog tlaka, pa vrijedi:
{\displaystyle p_{M}=p-p_{a}}
ili očitavanjem odgovarajućeg manometra. Manometar je instrument za mjerenje tlaka koji u suštini mjeri razliku tlaka između dva fluida: u ovom slučaju između mjerenog fluida i okolnog atmosferskog zraka).
U slučaju p > pa dobiva se pozitivna vrijednost manometarskog tlaka (pM > 0) koji se tada naziva pretlak. Ako je p < pa, manometarski tlak poprima negativnu vrijednost (pM < 0) i tada se naziva podtlak. Apsolutna vrijednost podtlaka naziva se vakuum pV (pV = - pM > 0) i često se izražava u postocima atmosferskog tlaka (pV% = -pM / pa •100%).
Treba naročito naglasiti da je u pneumatici i hidraulici uobičajeno koristiti naziv tlak i oznaku p za pretlak. Zato je pri računanju s tlakom uvijek potreban izvjestan oprez. U termodinamičkim relacijama pojavljuje se gotovo isključivo apsolutni tlak. Kod određivanja sile tlaka na površinu mjerodavna je razlika tlaka na obje strane te površine. Zato se može koristiti pretlak, a to je i pogodnije ako na jednoj strani površine djeluje atmosferski tlak. U Bernoullijevoj jednadžbi tlak se pojavljuje na obje strane jednadžbe, pa jednadžba u istom obliku vrijedi kako za apsolutni tlak, tako i za pretlak.

## Vanjske poveznice
- Pneumatika Hrvatska tehnička enciklopedija, portal hrvatske tehničke baštine. LZMK